# Bèzid
Le bèzid est un dessert traditionnel algérien à base de deux autres desserts traditionnels : l’assida et le mokh cheikh.

## Origine
Ce dessert est originaire de la ville de Constantine.

## Consommation
Le bèzid est surtout consommé durant la fête religieuse du Mawlid par les familles nobles de Constantine.